# A217 (Russland)
Die A217 Primorskoje kolzo (russisch Приморское кольцо / „Küstenring“) ist eine teilweise im Bau befindliche vierspurige kreuzungsfreie Straße im Nordwesten der russischen Oblast Kaliningrad. Er soll bei Kaliningrad beginnen und enden und in Ostsee-Küstennähe in einem weiten Bogen um die Samländische Halbinsel verlaufen. Bis 2011 wurde der Abschnitt von Kaliningrad bis in die Nähe von Swetlogorsk fertiggestellt.
Die soweit fertiggestellte Straße hat den Rang einer Föderalstraße und trägt die Nummer A 217. Der amtliche Name dieser Straße lautet derzeit Primorskoje polukolzo (ru. Приморское полукольцо / „Küstenhalbring“). Zu dieser Straße gehören auch Abzweigungen zum Flughafen Kaliningrad bei Chrabrowo, nach Selenogradsk, nach Pionerski und nach Swetlogorsk.

## Bauvorhaben
Bei dem Primorskoje kolzo wird ein Projekt verfolgt, das sich bereits zu deutscher Zeit vor 1945 als notwendig erwies: eine Schnellstraße zwischen Kaliningrad und der samländischen Ostseeküste zu schaffen. Im Jahre 2006 begannen die Vorbereitungen, und zwei Jahre später erfolgte der Baubeginn des ersten Bauabschnitts von Kaliningrad zum Flughafen Kaliningrad bei Chrabrowo (Powunden) bzw. bis Selenogradsk (Cranz), vierspurig mit Asphaltbelag. Im Jahre 2009 konnte das erste Teilstück mit einer Länge von 26,7 Kilometern (zuzüglich Abzweig zum Flughafen) dem Verkehr übergeben werden.
Der Bau des zweiten Bauabschnitts von Selenogradsk nach Swetlogorsk (Rauschen) nahm seinen Beginn im Jahre 2010, und am 29. November 2011 konnte er mit einer Länge von 25,6 Kilometern dem Verkehr übergeben werden, unter persönlicher Teilnahme des russischen Präsidenten Dmitri Anatoljewitsch Medwedew. Seit 2022 wird an den weiteren 19 km (inkl. Zubringer) des Küstenrings in Richtung Baltijsk gebaut. Die Fertigstellung des Küstenrings ist für 2030 geplant.
Der Verkehr kann mit Tempo 110 km/h erfolgen. Das Geld für dieses im Kaliningrader Gebiet größte Straßenverkehrsvorhaben stammt aus föderalen Mitteln und ist Teil eines Investitionsprogramms zur Qualitätsverbesserung der Region an der Außengrenze zur Europäischen Union.

## Verlauf der Straße
Die Ringstraße beginnt am Kaliningrader Stadtring im Nordosten des Stadtbezirks des Leningrader Rajon und führt in nördliche Richtung. Auf den ersten Kilometern folgt sie der Trasse der Fernstraße A 191. Südlich von Gorlowka (Bollgehnen) zweigt eine direkte Straßenanbindung zum Flughafen Kaliningrad bei Chrabrowo (Powunden) ab. In ihrem weiteren Verlauf kreuzt die Straße die A 191, die hier nun den Zubringer zum Ostseebad Selenogradsk (Cranz) darstellt.
Jetzt nimmt die Küstenstraße eine westliche Richtung ein. Nach wenigen Kilometern zweigt bei Sokolniki (Weischkitten) eine weitere Zufahrt nach Selenogradsk ab. Nördlich von Romanowo (Pobethen) verbindet ein Zubringer die Straße mit dem Ostseebad Pionerski (Neukuhren). Der weitere Verlauf führt den Primorskoje kolzo bis nach Aralskoje (Alexwangen), wo er an der Fernstraße A 192 sein vorläufiges Ende findet. Ein Zubringer führt die Verkehrsteilnehmer bis zum Ostseebad Swetlogorsk (Rauschen).
In nun südlicher Richtung befindet sich der weitere Verlauf der Ringstraße im Bau, mit Anbindungen nach Jantarny (Palmnicken) im Westen und zu den Hafenstädten Primorsk (Fischhausen) und Baltijsk (Pillau) im Süden.
Weiter soll der Primorskoje kolzo in östlicher Richtung verlaufen, mit einem Zubringer zur Stadt Swetly (Zimmerbude). An der Grenze zum Stadtbezirk des Zentralrajon Kaliningrads trifft die Straße auf die Fernstraße A 193. Hier wartet die wohl größte Herausforderung des Bauvorhabens auf die Verwirklichung: die Querung des Kaliningrader Seekanals (russisch: Kaliningradski morskoi kanal), entweder mittels einer auch große Seeschiffe passieren lassenden Brücke, oder durch einen Tunnel. Ziel ist der Anschluss an den südöstlichen Teil vom Kaliningrader Stadtbezirk des Moskauer Rajon, voraussichtlich zur Weiterführung an die Fernstraße A 194 (ehemalige deutsche Reichsstraße 1) sowie die Fernstraße R 516 (frühere Reichsautobahn Berlin–Königsberg „Berlinka“) und damit an den Kaliningrader Stadtring, in dessen nördlichen Bereich der Primorskoje kolzo seinen Anfang nimmt.

## Maskottchen Zabivaka
Südlich des Ortes Klinzowka wurde im Jahr 2018 anlässlich der Fußball-Weltmeisterschaft an der A217 ein Strommast in Form des Maskottchens Zabivaka gestaltet.

## Galerie

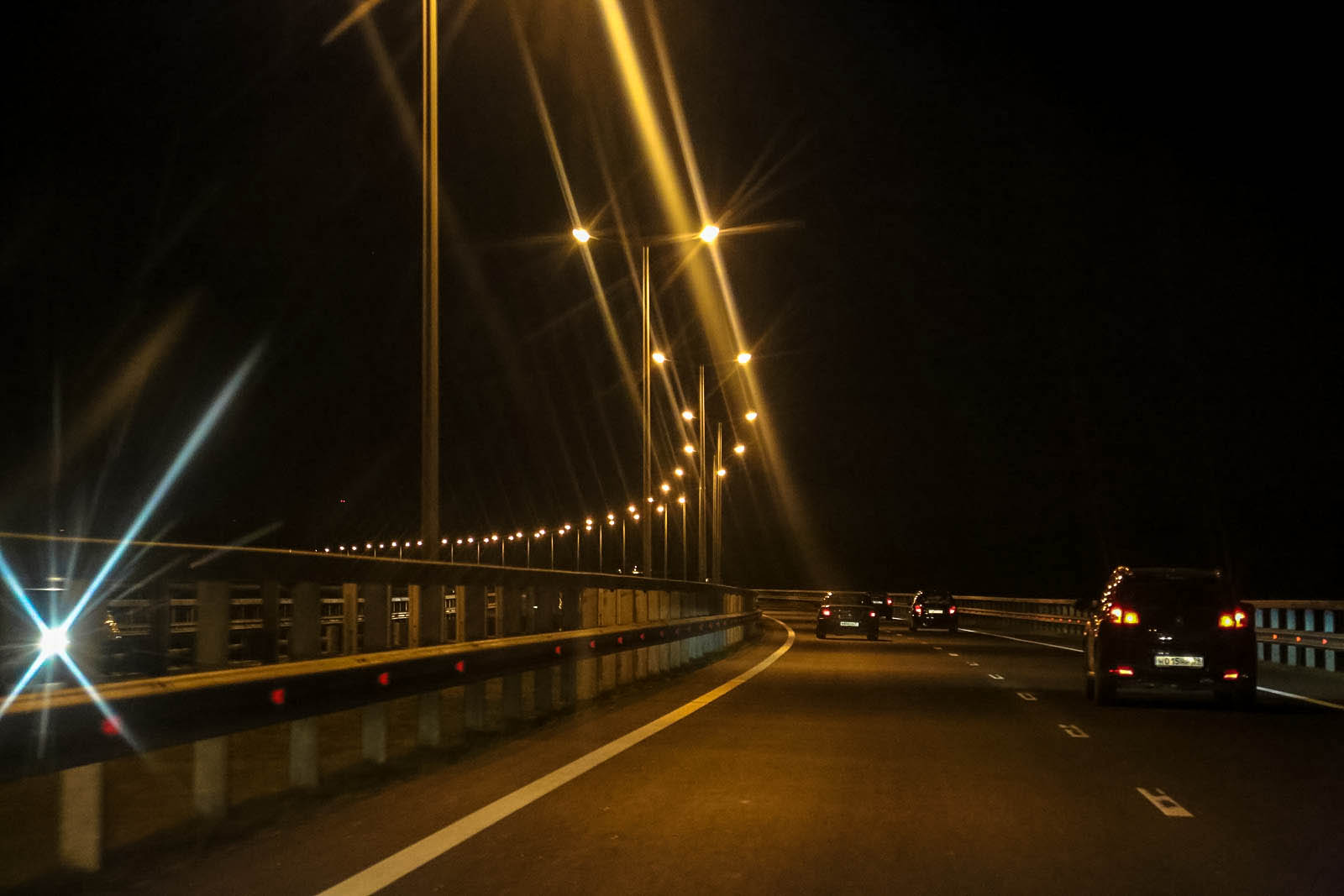
Primorskoje kolzo (bei Nacht)
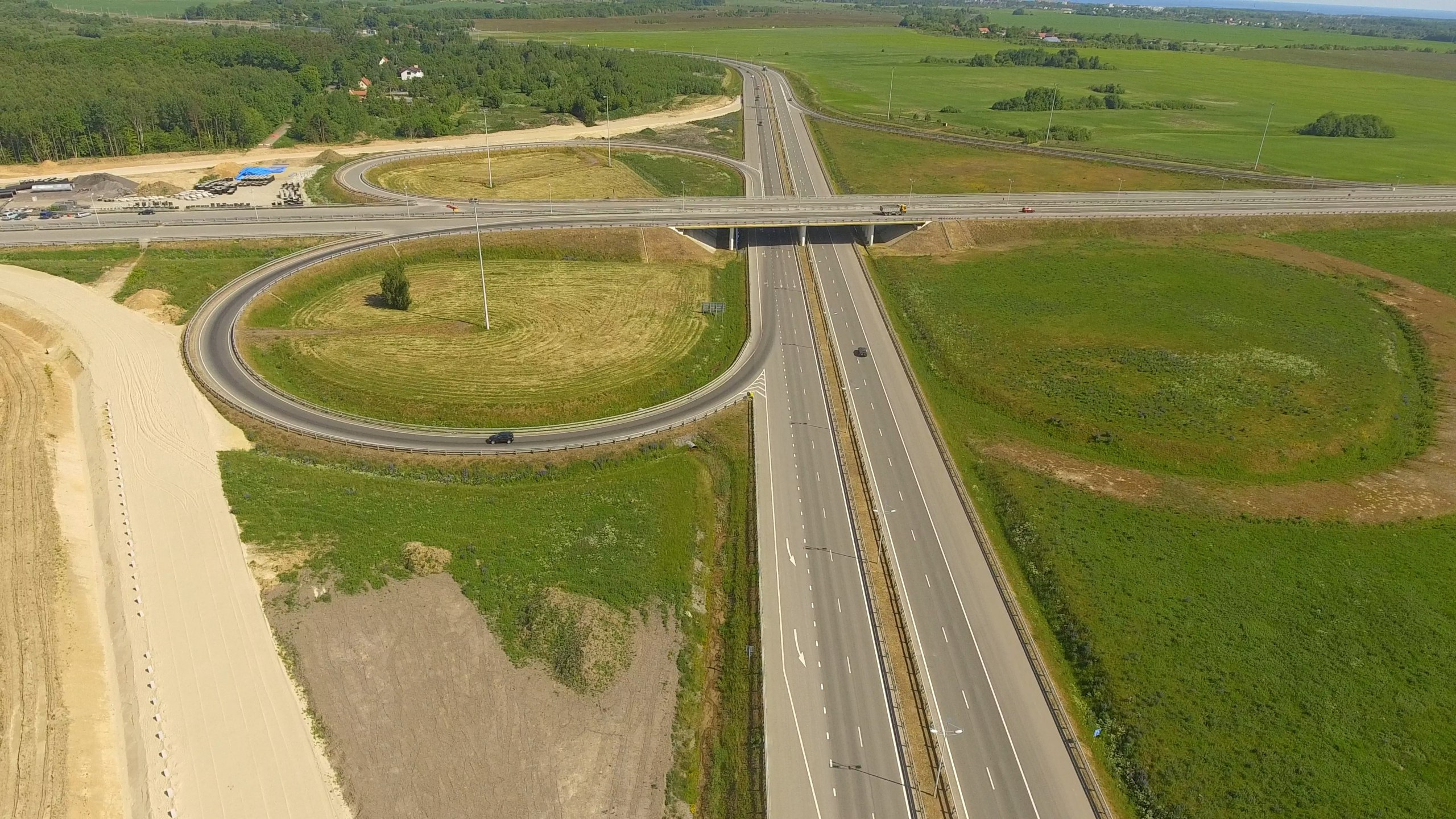
Die A217 in der Nähe von Swetlogorsk (links im Bild der im Bau befindliche Abschnitt)